# Francesc Xavier Barenys i Gambús

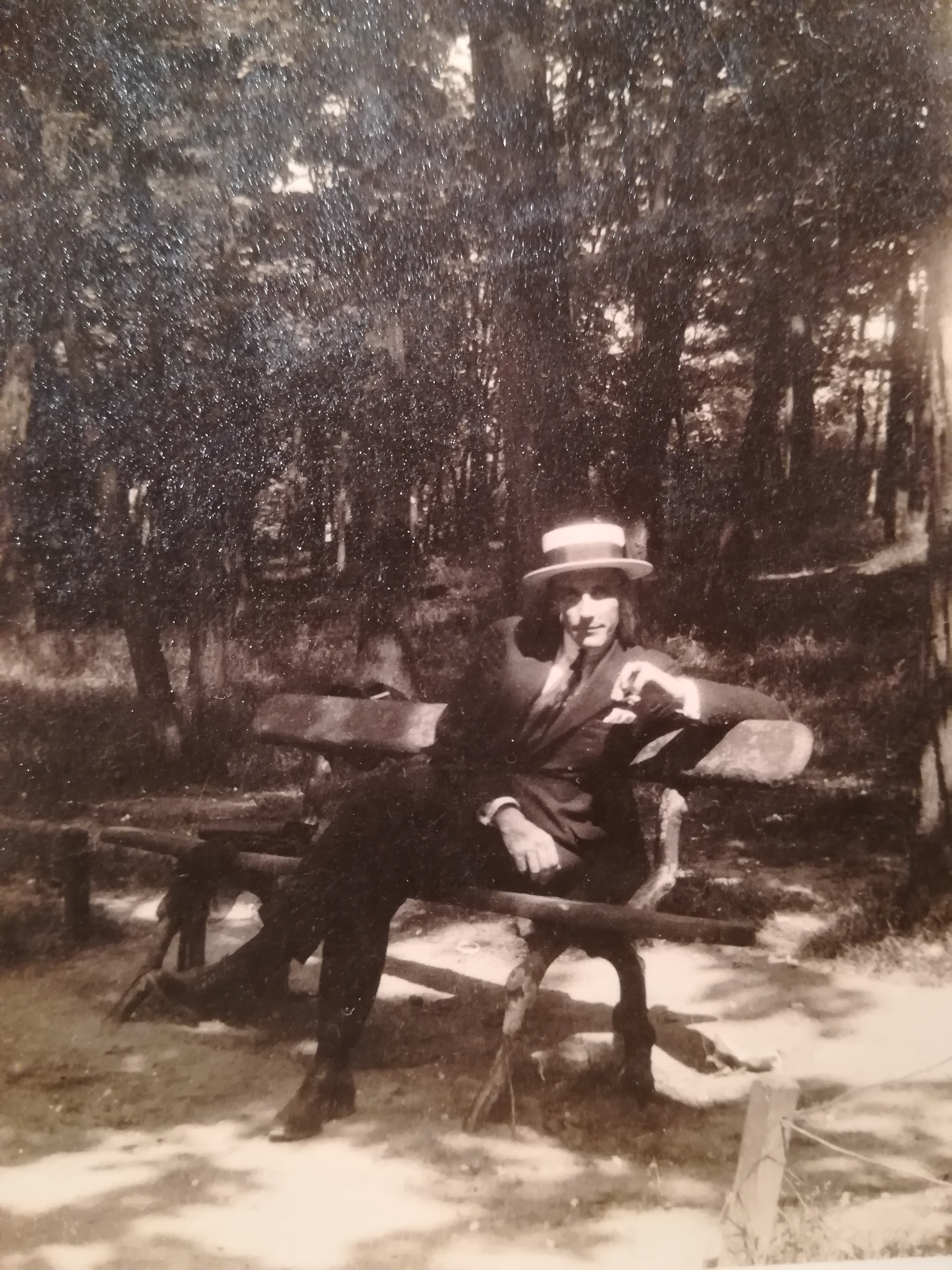
Barenys al Bois de Bologne, París, 1924

Francesc Xavier Barenys i Gambús   (Barcelona, 10 de febrer de 1890 - Barcelona, 2 de gener de 1953) fou un metge català. De jove fou un futbolista català de les dècades de 1900 i 1910.

## Joventut
Va néixer al carrer de les Jonqueres de Barcelona, fill de Joan Baptista Barenys i Cavalló, de família benestant i natural de Maspujols, i d'Antònia Gambús i Anguera, natural de Reus. Entre 1901 i 1907, estudià als Jesuïtes de Sarrià. Entre els seus companys d'estudi hi ha els futurs arquitectes Isidre Puig Boada o Josep Mª Sagnier Vidal, el futur poeta i polític Vicent Sole de Sojo, entre d'altres. Va ser jugador de futbol de jove. Jugava a la posició d'extrem. Començà a jugar a clubs com el FC X i l'AC Galeno (predecessor de l'Universitari). L'any 1909 ingressà al RCD Espanyol, on jugà fins a la temporada 1915-16, sense arribar a ser titular indiscutible. Participà en diversos partits del Campionat de Catalunya i la Copa d'Espanya. També jugà diversos partits amb la selecció catalana.

## Metge republicà
Obtingué plaça de metge al poble d'Àger. Allí es casà amb la pubilla de la família Montardit, Josepa Montardit i Torruella. Montardit i Barenys són dues de les famílies conegudes d'Àger. Josepa morí de part el 1921. Just llavors s'instal·là a Àger la qui seria la nova mestra del poble: Rosa Oriol Anguera. La nova mestra i el metge vidu i amb un fill s'enamoraren de seguida. Però els pares d'ella prohibiren aquell casament. L'estiu de 1923 participà des d'Àger en una excursió patriòtica per les terres de Lleida.

## Vincles amb Francesc Macià
Passat l'estiu de 1923, Barenys se'n va a París, a completar la seva formació, en l'especialitat de Ginecologia, que obtindrà el setembre 1924, a la Clinique Obstétricale Baudelocque de Paris, pionera en la protecció de la dona embarassada. És prou conegut que París aquells anys és ple de catalans exiliats per la Dictadura de Primo de Rivera. Al cafè de La Rotonde, s'hi troben pintors i escultors catalans polítics exiliats, com el president Francesc Macià, i amb ell, Josep Bordas de la Cuesta i Rafael Ramis, entre molts altres. Xavier Sanahuja, en el seu polèmic llibre De Prats de Molló a la Generalitat, anota que el novembre de 1924, Francesc Macià arriba a París amb “el seu seguici”, llavors poc nombrós, a la seu d'Estat Català, que és on habita Macià, al número 1, de la rue Bourguignons, a Bois-Colombes. Sembla que Barenys fou en algun moment un dels membres d'aquest seguici poc nombrós de Macià, a jutjar per la lletra que li escriu al president de la Generalitat, tot recordant-ho, el 1931: 
“Ilustre President: com que estic convençut de que vostè no es recorda ja de mi amb tot i que varies vegades vaig honorarme acompanyarlo per París a l'any 24 juntament amb en Bordas de la C ., Ramis i altres”, [Carta manuscrita de Xavier Barenys a Francesc Macià, escrita a Flix, el 8 de juny de 1931 (Arxiu Nacional de Catalunya).
Per la mateixa carta, s'entreveu que la relació no era pas estreta. No creiem que Barenys estigués realment implicat ni directament ni indirecta en els fets de Prats de Molló, que pròpiament no s'esdevingueren fins al 1926, quan ell ja era casat i amb fills a Catalunya, però el que és cert és que l'any 1924 era a París, junt amb Bordas de la Cuesta i Rafael Ramis, els quals estaven posats de ple en els preparatius de l'acció frustrada de Macià per entrar a Catalunya amb un exèrcit, i proclamar l'Estat català. En tot cas, en el moment delicat de la proclamació de la República, Barenys es posiciona explícitament a favor de la Generalitat i de Macià.

## Metge de Flix i esclat de la Guerra
Després d'una estada curta al Perú, contractat per una empresa britànica com a metge a les mines d'or d'Arequipa, torna per casar-se amb Rosa Oriol Anguera a Alcover. Se'n van a viure amb els seus fills a Flix. Allí Barenys és força activista en el camp social  i cultural. Ell i la seva dona es fan socis de l'Associació protectora de l'ensenyança catalana. En el moment delicat de la proclamació de la República, Xavier es posiciona explícitament a favor de la Generalitat. Tal com li expressa al president Macià en la carta conservada a l'Arxiu Nacional de Catalunya, la seva actitud davant la situació política consisteix en una “rebelia passiva constant”.